# Большежоковское сельское поселение
Большежоковское сельское поселение — упразднённое муниципальное образование (сельское поселение), входившее в состав Рыбновского района Рязанской области России.
Административным центром являлось село Большое Жоково.

## История
Большежоковское сельское поселение образовано в 2006 г. Упразднено путём присоединения к Пионерскому сельскому поселению в апреле 2014 г.

## Население
| 2010 | 2012 | 2013 |
| ---- | ---- | ---- |
| 428  | ↘410 | ↘399 |

## Состав сельского поселения
В состав сельского поселения входили 12 населённых пунктов
- Бариново (деревня) — 7[7]
- Бойчицы (деревня) — 8[7]
- Большое Жоково (село, административный центр) — 322[7]
- Бортники (деревня) — 6[7]
- Железницкие Выселки (деревня) — 7[7]
- Железницы (деревня) — 44[7]
- Малое Жоково (деревня) — 10[7]
- Синьково (деревня) — 2[7]
- Ситьково (деревня) — 7[7]
- Тайчины (деревня) — 14[7]
- Филиппово (село) — 0[7]
- Чернеево (деревня) — 1[7]